# Almeirim (Pará)
Almeirim – miasto i gmina w Brazylii, w stanie Pará. Znajduje się w mezoregionie Baixo Amazonas i mikroregionie Almeirim. 

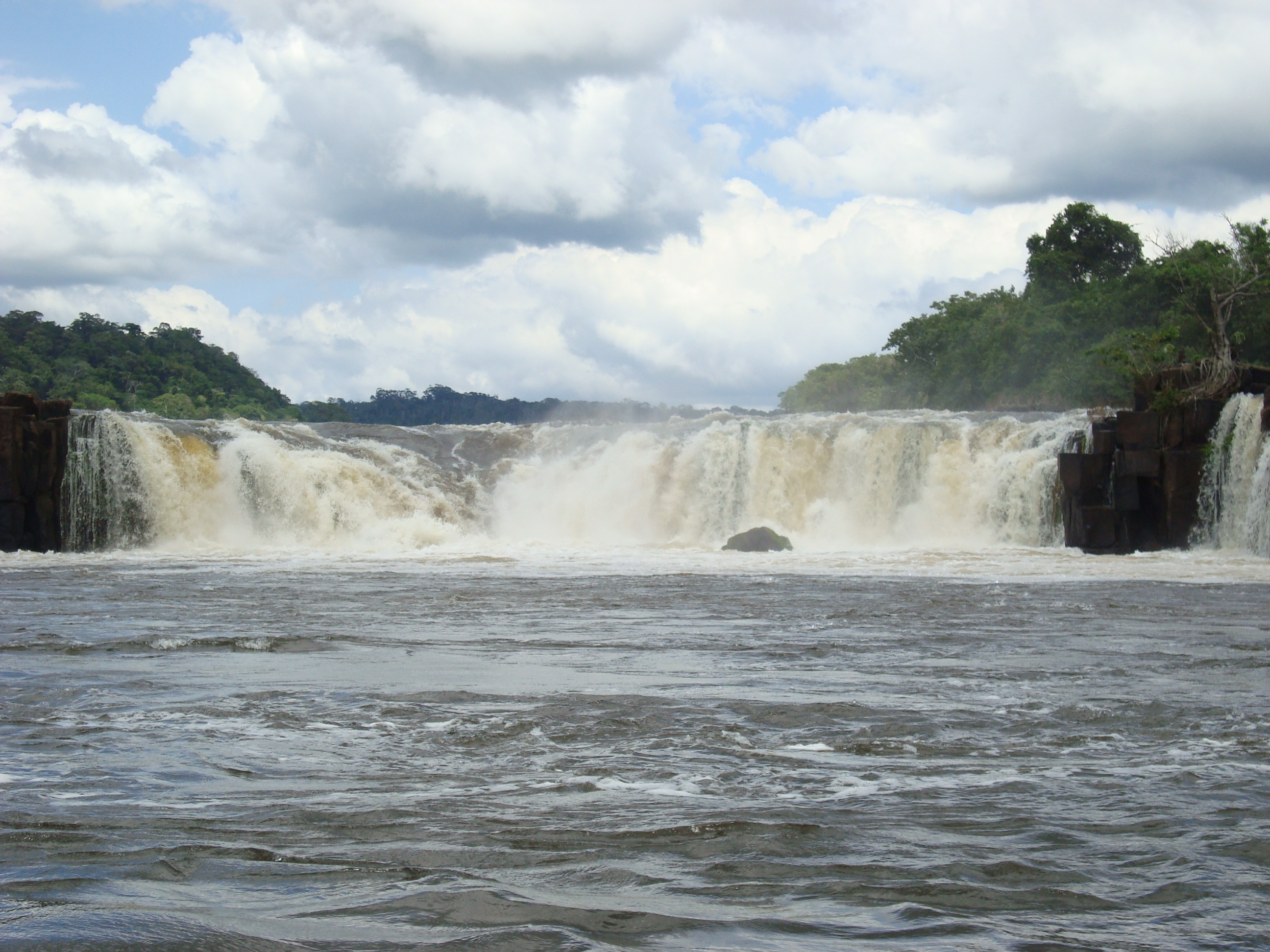
Wodospad Panama
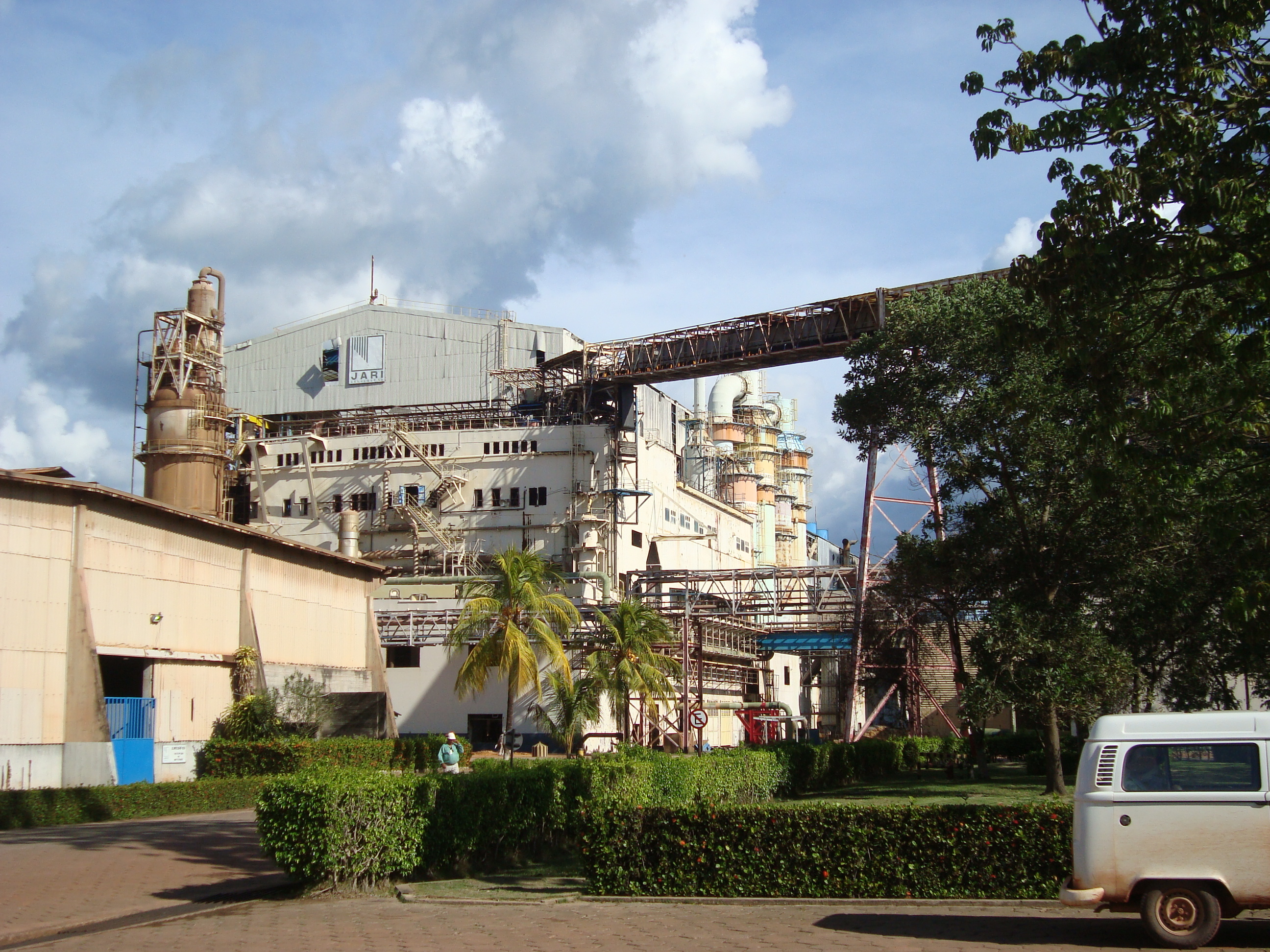
Fabryki celulozy Projekt Jari